# Sitas
Sitas (em grego: Σίττας; m. 538), também mencionado nas fontes como Ztítas (Ζτίττας), Tzíta(s) (Τζί(τ)τα(ς)), Zitas (Ζίττας) ou Zetas, foi um oficial militar bizantino do século VI ativo durante o reinado dos imperadores Justino I (r. 518–527) e Justiniano (r. 527–565). Aparece pela primeira vez na década de 520, quando serviu como doríforo (guarda-costas) na guarda do futuro imperador Justiniano. Em 527, no contexto da Guerra Ibérica, realizou duas expedições contra a Armênia ao lado do general Belisário; na primeira conseguiram muito butim, mas na segunda foram derrotados por Arácio e Narses. 
Em 528, Sitas casou-se com Comito, irmã mais velha da imperatriz Teodora, e foi nomeado, antes de agosto, ao recém-criado posto de mestre dos soldados da Armênia. Em 528 ou 529, repeliu uma invasão dos tzanos e perseguiu-os em seu país, onde derrotou-os e obrigou-os a converterem-se ao cristianismo e servirem ao exército imperial. Em 530, foi nomeado como mestre dos soldados na presença com sede na Armênia e defendeu Teodosiópolis e Satala de invasores persas. Em 531, substituiu Belisário no comando das tropas do Oriente e conseguiu convencer os persas que estavam sitiando Martirópolis a se retirarem. 
Sitas reaparece nas fontes em 535, quando foi nomeado patrício e lutou contra um exército búlgaro (huno?) na Mésia, derrotando-o no rio Iatro. Em 536, foi nomeado cônsul honorário e por 538/9, foi enviado à Armênia para combater uma revolta decorrentes da alta tributação da província. Devido às más condições do terreno, teve de dispersar suas tropas e acabaria sendo assassinado por Artabanes, o líder da revolta, ou por outro armênio chamado Salomão.

## Biografia

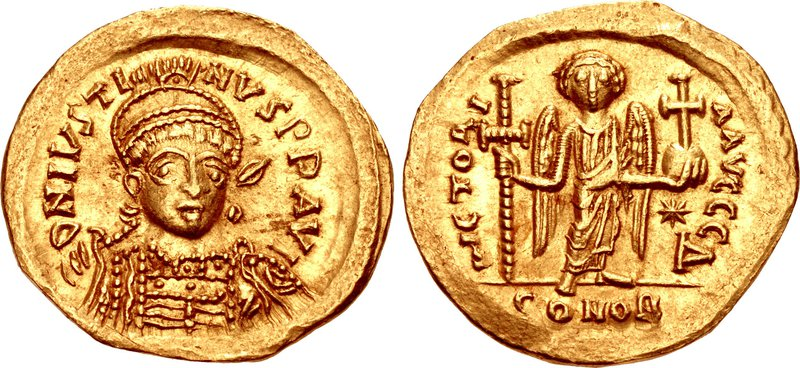
Soldo de r.

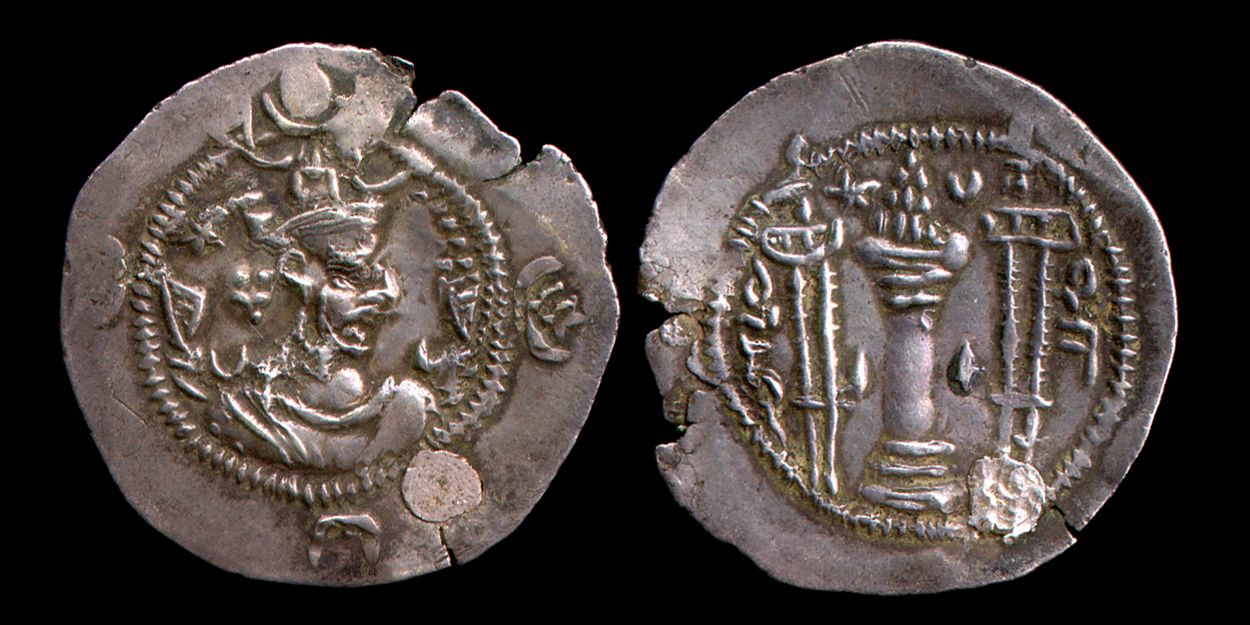
Dracma de (r. 488–496; 499–531)

A origem de Sitas é obscura. Bizantinistas têm sugerido que seu nome é gótico ou trácio, mas sua ascendência de godos ou trácios não é mencionada em fontes primárias. Aparece pela primeira vez nas fontes na década de 520, ainda durante o reinado do imperador Justino I (r. 518–527), quando serviu como doríforo (guarda-costas) na guarda de Justiniano, então mestre dos soldados do Oriente. Por estes anos foi encarregado de pacificar os montanheses tzanos, uma tribo do Cáucaso, que lideraram raides ocasionais nas áreas vizinhas.
Em 526 ou 527, no contexto da Guerra Ibérica (527–532) entre Justino e o xá sassânida Cavades I (r. 488–496; 499–531), liderou uma expedição ao lado do general Belisário à Armênia, provavelmente como forma de aliviar a pressão persa sobre o Reino da Ibéria; eles conseguiram muito butim decorrente de seus saques. No mesmo ano, mas antes de agosto quando Justiniano seria coroado, realizaram nova expedição à Armênia, mas foram derrotados por um exército sassânida liderado por Arácio e Narses.
Segundo João Malalas, em 528 Sitas casou-se com Comito, irmã mais velha da imperatriz Teodora (r. 527–548). Talvez era o pai da futura imperatriz Sofia (r. 565–578). No mesmo ano, Sitas foi nomeado para o recém-criado ofício de mestre dos soldados da Armênia, tendo sido seu primeiro titular. Segundo João Malalas e Teófanes, o Confessor, recrutou seus escriniários (oficiais administrativos) entre a população armênia, já que os considerava mais familiarizados com o território. Em 528 ou 529, segundo Procópio de Cesareia, repeliu um ataque dos tzanos, os perseguiu até seu país, os converteu do paganismo ao cristianismo e recrutou os antigos bandidos para o exército bizantino.

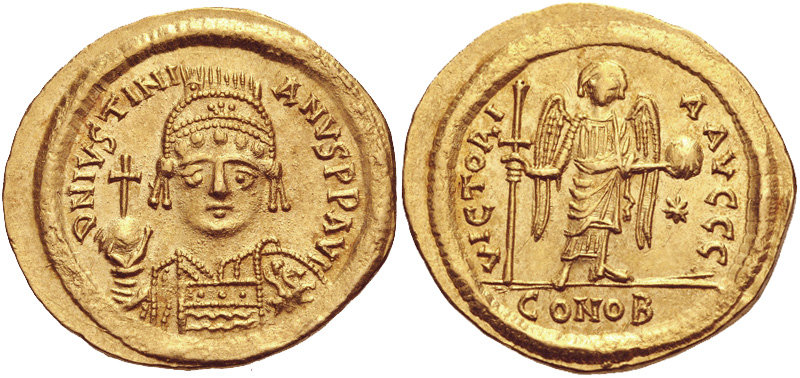
Soldo de Justiniano r.

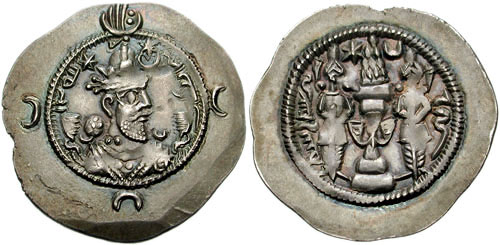
Dracma de r.

Em 530, foi nomeado ao ofício de mestre dos soldados na presença (praesentalis) como sede na Armênia. Manteve o controle sobre o exército armênio, bem como sobre Doroteu, o recém-nomeado mestre dos soldados da Armênia. No mesmo anos, ambos os oficiais lideraram as tropas estacionadas na província contra uma força sassânida que dirigia-se para Teodosiópolis para sitiá-la. Derrotaram os invasores e saquearam o acampamento deles antes de retornarem. Mais adiante no mesmo ano, Sitas defendeu com sucesso a cidade de Satala contra outro exército persa ao atacar os inimigos pela retaguarda e forçá-los a se retirar. A invasão foi cancelada e os sassânidas recuaram à Pérsia após as duas derrotas.
Em 531, Sitas ainda estava na Armênia quando Belisário foi decisivamente derrotado na Batalha de Calínico de 19 de abril. Quando o último foi reconvocado por Justiniano, Sitas assumiu sua posição na campanha contra os persas. Atravessou a fronteira e capturou várias posições persas antes de atravessas as montanhas armênias, provavelmente o Antitauro em direção a Samósata; nessa expedição foi acompanhado pelo rei Aretas V (r. 528–569) dos gassânidas. Em agosto ou setembro do mesmo ano, quando os sassânidas sitiaram Martirópolis pela segunda vez, Sitas, ao lado de Hermógenes, avançou em direção a Atacas (aproximados 32 quilômetros ao norte) e acampou ali.
Do acampamento deles, avançaram para Amida e então para Martirópolis, onde chegaram em outubro. Neste ponto as fontes divergem. Segundo Malalas, ao ouvirem os rumores da aproximação dos inimigos, os persas levantaram cerco e retiraram-se. Segundo Procópio, entretanto, Sitas e Hermógenes foram incapazes de ajudar a cidade e enviaram emissários oferecendo reféns para que os persas se retirassem enquanto fossem realizadas as negociações de paz. Os últimos aceitaram a oferta e retiraram-se de Martirópolis, especialmente após saberem da morte de Cavades I e da ascensão de seu filho Cosroes I (r. 531–579), bem como devido ao espalhar de boatos de um ataque dos hunos sabires por um espião persa subornado pelos bizantinos. Ainda de acordo com o autor, um dos reféns concedidos aos sassânidas era Senécio.

Fronteira romano-persa entre os séculos IV-VII

Cosroes I, que estava interessado em estabilizar sua posição interna pelo momento, começou as negociações de paz. Após longas discussões ambas as potências assinaram a chamada Paz Eterna em setembro de 532,[a] que pretendia concluir definitivamente o conflito entre os impérios, o que permitiria a Sitas retornar à capital imperial de Constantinopla. Ele, no entanto, só deve ter chegado na cidade após os eventos da Revolta de Nica, pois não é mencionado nas fontes. Sua próxima menção ocorre em 535, quando adquire o título honorífico de patrício e derrota, de acordo com Conde Marcelino, um exército búlgaro (huno?) que invadiu a Mésia no rio Iatro. Em 536, foi nomeado como cônsul honorário e em 538/9 foi enviado à Armênia para enfrentar uma revolta decorrente da alta tributação. Fracassando em negociar a paz, começou um combate ativo. Na Batalha de Enocalco, a natureza do terreno forçou ambos os exércitos a lutarem em grupos dispersos em vez de forças unificadas. Procópio registra que Sitas foi morto por Artabanes, o líder da revolta, ou por outro armênio chamado Salomão.
- Greatrex, Geoffrey; Lieu, Samuel N. C. (2002). The Roman Eastern Frontier and the Persian Wars (Part II, 363–630 AD). Londres: Routledge. ISBN 0-415-14687-9
- Mass, Michael (2005). The Cambridge Companion to the Age of Justinian. Desperta Ferro. Cambrígia: Imprensa da Universidade de Cambrígia
- Martindale, John R.; Jones, Arnold Hugh Martin; Morris, John (1992). The Prosopography of the Later Roman Empire - Volume III, AD 527–641. Cambrígia e Nova Iorque: Imprensa da Universidade de Cambrígia. ISBN 0-521-20160-8